# Tatra 10
La NW type U est une automobile de la belle époque fabriquée par Nesselsdorfer Wagenbau-Fabriks-Gesellschaft A.G. (NW, maintenant nommée Tatra). Après le succès du Type S, les modèles NW T (quatre-cylindres) et NW U (six-cylindres) ont été lancés. Les deux moteurs sont aussi conçus avec l'arbre à cames en tête et les chambres de combustion hémisphériques, avec les cylindres en fonte d'une seule pièce dans le bloc moteur.

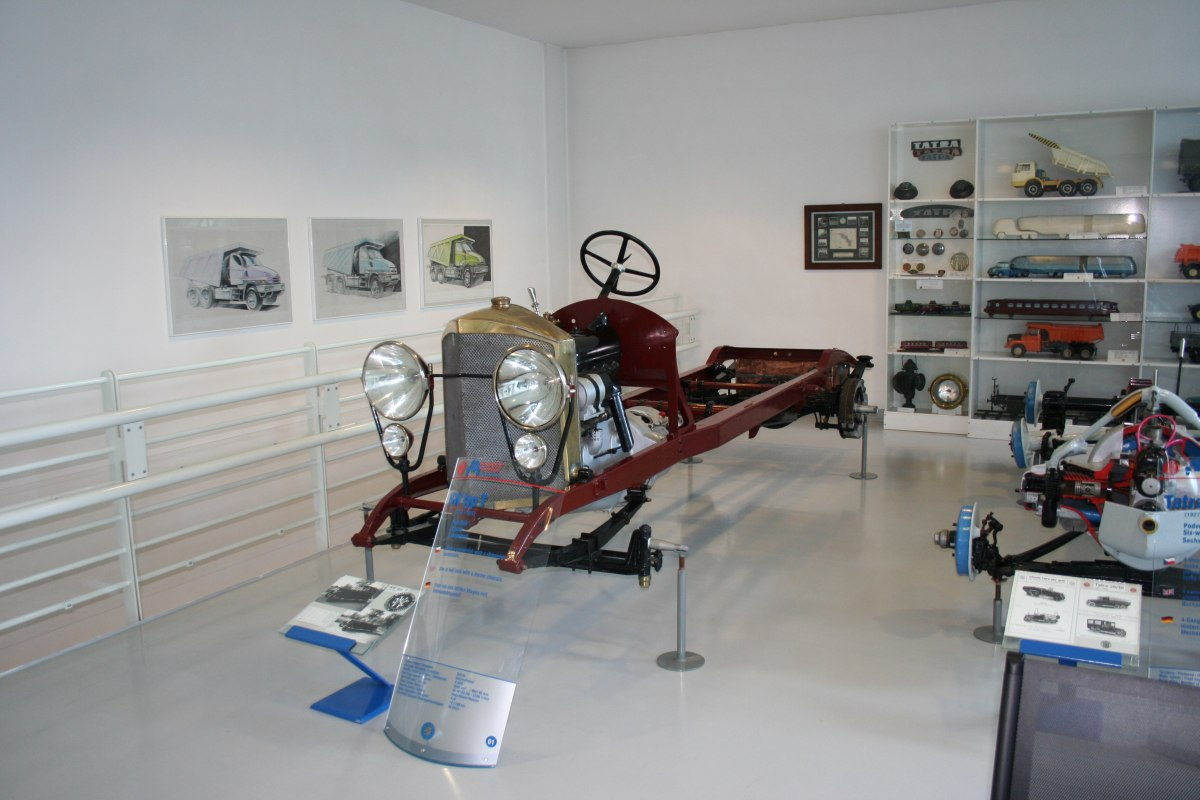
Châssis de Tatra 10

Comme la société changea de nom en 1919, le modèle fut renommé Tatra 10. La version de production était en mesure d'atteindre 120 km/h.
La Type U était équipée de freins aux quatre roues, probablement la première voiture de série au monde à offrir un tel système.